# Coppa Italia 2020-2021 (pallanuoto maschile)
La Coppa Italia 2020-2021 di pallanuoto maschile è stata la 29ª edizione del trofeo. Il trofeo torna a disputarsi dopo la mancata assegnazione dell'anno precedente per via della sospensione dovuta alla Pandemia di Covid-19.

## Prima fase
La prima fase prevede la suddivisione delle squadre in quattro gironi (tre da 3 squadre, uno da 4) da disputarsi in sede unica tra il 19 e il 20 settembre. Le prime due classificate di ogni girone si qualificano alla fase successiva.

### Gironi
| Gruppo A                                |
| sede: Genova Stadio del Nuoto di Albaro |
| Florentia                               |
| Quinto                                  |
| Pro Recco                               |

| Gruppo B                           |
| sede: Savona Piscina Carlo Zanelli |
| Metanopoli                         |
| Trieste                            |
| Savona                             |
| Telimar Palermo                    |

| Gruppo C                           |
| sede: Roma Polo Notatorio di Ostia |
| AN Brescia                         |
| Roma Nuoto                         |
| Lazio                              |

| Gruppo D                             |
| sede: Napoli Piscina Felice Scandone |
| Ortigia                              |
| Posillipo                            |
| Salerno                              |

### Gruppo A
Qualificate:
- Pro Recco come prima.
- Quinto come seconda.

### Gruppo B
Qualificate:
- Savona come prima.
- Telimar Palermo come seconda.

### Gruppo C
Qualificate:
- AN Brescia come prima.
- Roma Nuoto come seconda.

### Gruppo D
Qualificate:
- Ortigia come prima.
- Posillipo come seconda.

### Seconda fase
In questa seconda fase le squadre qualificate si affrontano in due gironi da 4 squadre; le sedi delle partite sono Savona e Palermo, le partite si disputano tra il 29 e il 31 gennaio 2021; prime due classificate di ogni girone si qualificano alla Final Four. 

### Gironi
| Gruppo E                           |
| sede: Savona Piscina Carlo Zanelli |
| Roma Nuoto                         |
| Savona                             |
| Pro Recco                          |
| Ortigia                            |

| Gruppo F                                   |
| sede: Palermo Piscina olimpionica comunale |
| Posillipo                                  |
| AN Brescia                                 |
| Telimar Palermo                            |
| Quinto                                     |

### Gruppo E
Qualificate:
- Pro Recco come prima.
- Ortigia come seconda.

### Gruppo F
Qualificate:
- AN Brescia come prima.
- Telimar Palermo come seconda.

## Final Four

### Semifinali
| Arbitri: | Colombo Ercoli |

|                                                                               |           |                                     |
| Echenique, Ivović: 3 Mandić, Figlioli, Younger, Presciutti, Figari, Luongo: 1 | Marcatori | 2: Vlahović, Marziali 1: Migliaccio |

| Arbitri: | Petronilli Navarra |

| |           |                                                                                  |
| Lazić: 3 Joković, Renzuto Iodice, Alesiani, Vlachopoulos, Di Somma: 2 Dolce, Presciutti, Cannella, Gitto: 1 | Marcatori | 1: F. Condemi, Rocchi, Di Luciano, Ferrero, A. Condemi, Gallo, Rossi, Napolitano |

### Finale 3º posto
| Arbitri: | Gomez Paoletti |

|                                                                     |                      |                                                                 |
| Damonte: 3 Vlahović: 2 Del Basso, Occhione, Migliaccio: 1           | Marcatori            | 2: Di Luciano, Giacoppo 1: Gallo, Mirarchi, Vidović, Napolitano |
| Vlahović Migliaccio Damonte Lo Cascio Del Basso Vlahović Migliaccio | Tiri di rigore 5 – 4 | Napolitano Rossi Gallo Ferrero Vidović Napolitano Rossi         |

### Finale
| Arbitri: | Severo Calabrò |

|                                                                               |           |                                                                            |
| Figlioli: 4 Mandić: 2 Di Fulvio, Younger, N. Presciutti, Echenique, Ivović: 1 | Marcatori | 2: Joković, Renzuto Iodice, Alesiani, Vlachopoulos 1: C. Presciutti, Lazić |